# Mercedes-Benz 190SL
Mercedes-Benz 190SL és un automòbil esportiu fabricat per Mercedes Benz, i la seva empresa matriu Daimler-Benz AG. Va ser produït des 1955 fins a 1963. Un prototip va ser mostrat per primera vegada al Saló de l'Automòbil de Nova York 1954.
Es van construir 25.881 unitats i va ser succeït pel Mercedes-Benz 230SL Classe gran Tourer.
El 190SL va ser venut juntament amb el més ràpid i més car Mercedes-Benz 300SL, que s'assemblava molt en el seu disseny i enginyeria, però, el 190SL no utilitza la plataforma del 300SL sinó que es basa en la plataforma del Classe S. Per distingir-lo del 190 pontó, que tenia el codi W 121, se li va addicionar II B (= Sèrie II), això es va afegir perquè la correcta designació interna sigui W 121 II B. Després de la posterior identificació dels models SL amb el codi R (per Roadster, de 107 sèries), el SL 190 és ocasionalment referit com R 121. La coexistència de dos diferents SL-sèries va ser únic en la història de Mercedes-Benz. Només a partir de la introducció del Mercedes-Benz Classe SLK de nou hi ha dos models Roadster diferents, de manera que el SL 190 és de vegades considerat un predecessor del SLK.

## Història

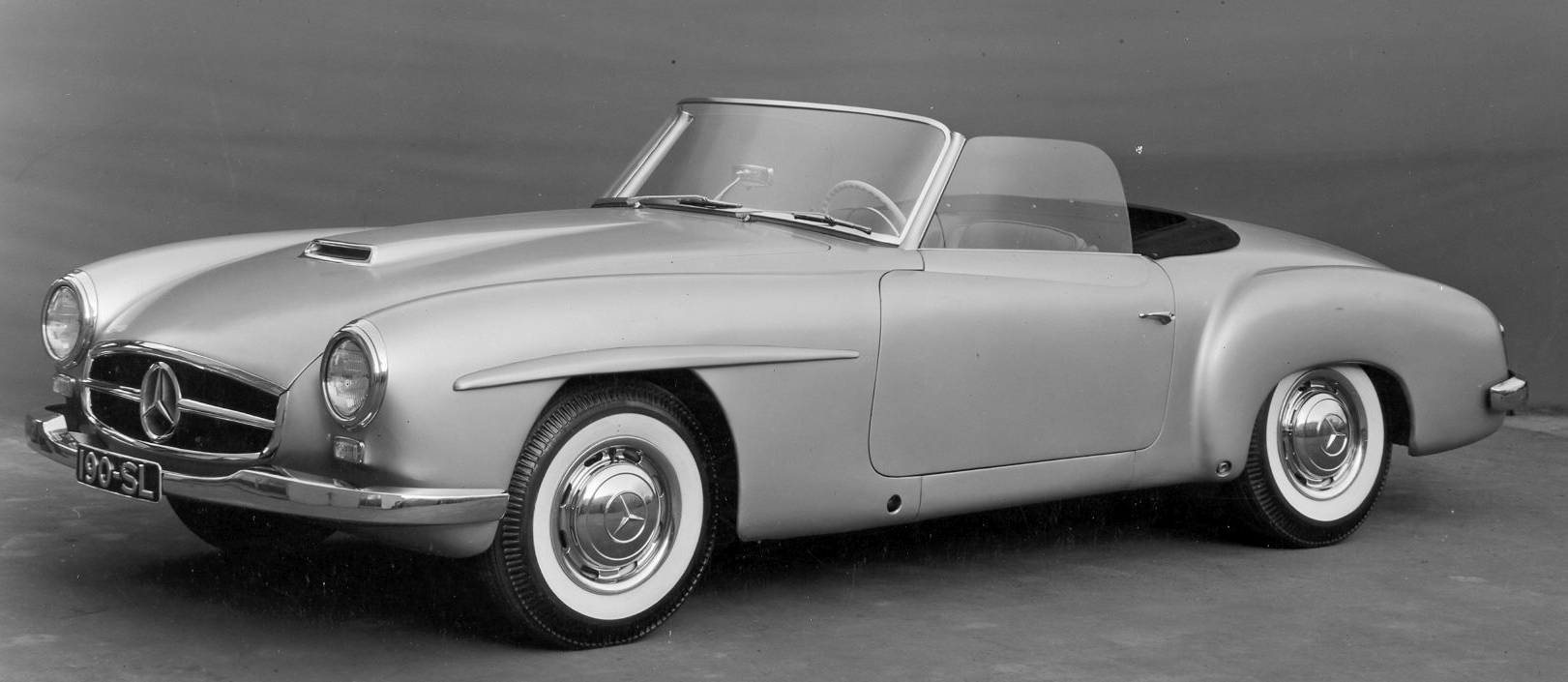
Prototip del 190SL

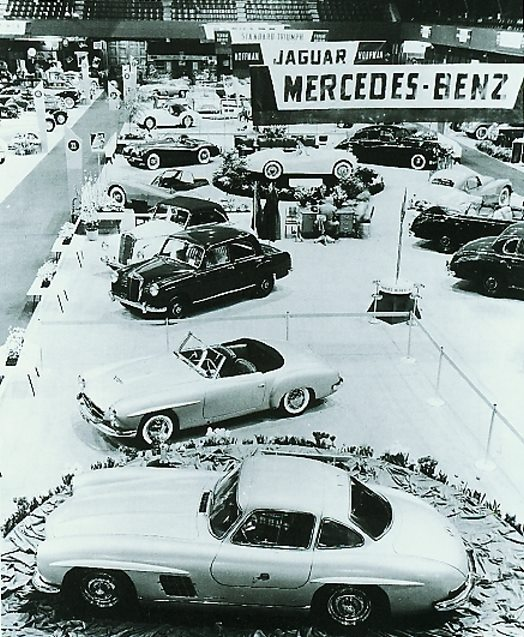
190 SL i 300 SL en el saló internacional de NY

El setembre del 1953, l'importador dels EUA de Daimler-Benz, Maximiliano Hoffman, va donar idees per millorar el negoci dels EUA Va desitjar que dos diferents models d'automòbils esportius complementaran la gamma fins ara conservadora dels models de Mercedes-Benz. Per al disseny d'un veritable acte esportiu van oferir com a base el coupé 300 SL, que en els EUA, en guanyar la Carrera Panamericana havia aconseguit l'atenció dels nord-americans. A més d'això també hauria d'haver un turisme esportiu que oferiria la practicitat quotidiana. Hoffman va rebre la promesa que el 6 febrer 1954 un estudi d'aquests vehicles es presentaria a Nova York en el "Saló Internacional de l'Automòbil". Malgrat el desenvolupament curt de 5 mesos d'aquests vehicles, a la premsa li van encantar. El desenvolupament del SL 300 havia progressat molt, de manera que la producció va començar a l'agost de 1954. El 190 SL va ser revisat al març de 1955 al Saló de l'Automòbil de Ginebra i la producció en sèrie va començar dos mesos després a la planta de Sindelfingen, en la qual ja es produïa el 300SL.

## Estructura

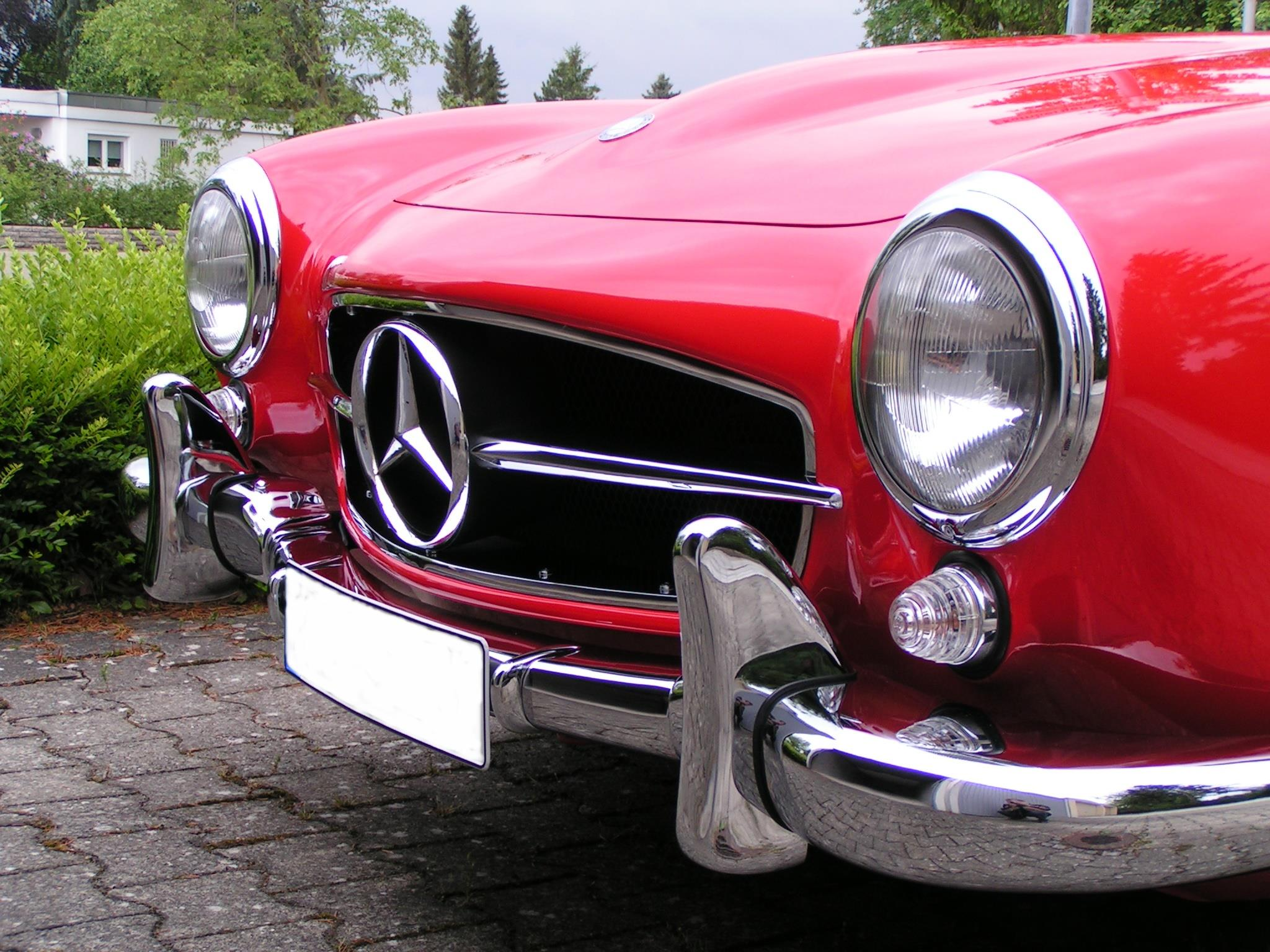
El frontal del 190SL és comparable al del 300SL

Molts elements d'estil dels va prendre del "germà gran" 300 SL, incloent la graella davantera, els para-xocs, els fars i les parts de la campana. Les llums del darrere i components de la suspensió van ser de presos del classe S pontó. Les banyes de para-xocs dels Estats Units van ser equipats de sèrie a Europa disponible a un cost addicional. A més de les demandes visuals, els enginyers també van pensar en la funcionalitat. Van col·locar les aletes davanteres i posteriors horitzontals que protegien els flancs del vehicle de la brutícia. Aquest és un exemple que l'automòbil no té només un exterior elegant. La carrosseria del 190SL és d'acer mentre que el capot, la tapa del maleter, el marc i el panell de la porta és d'alumini.

## Especificacions

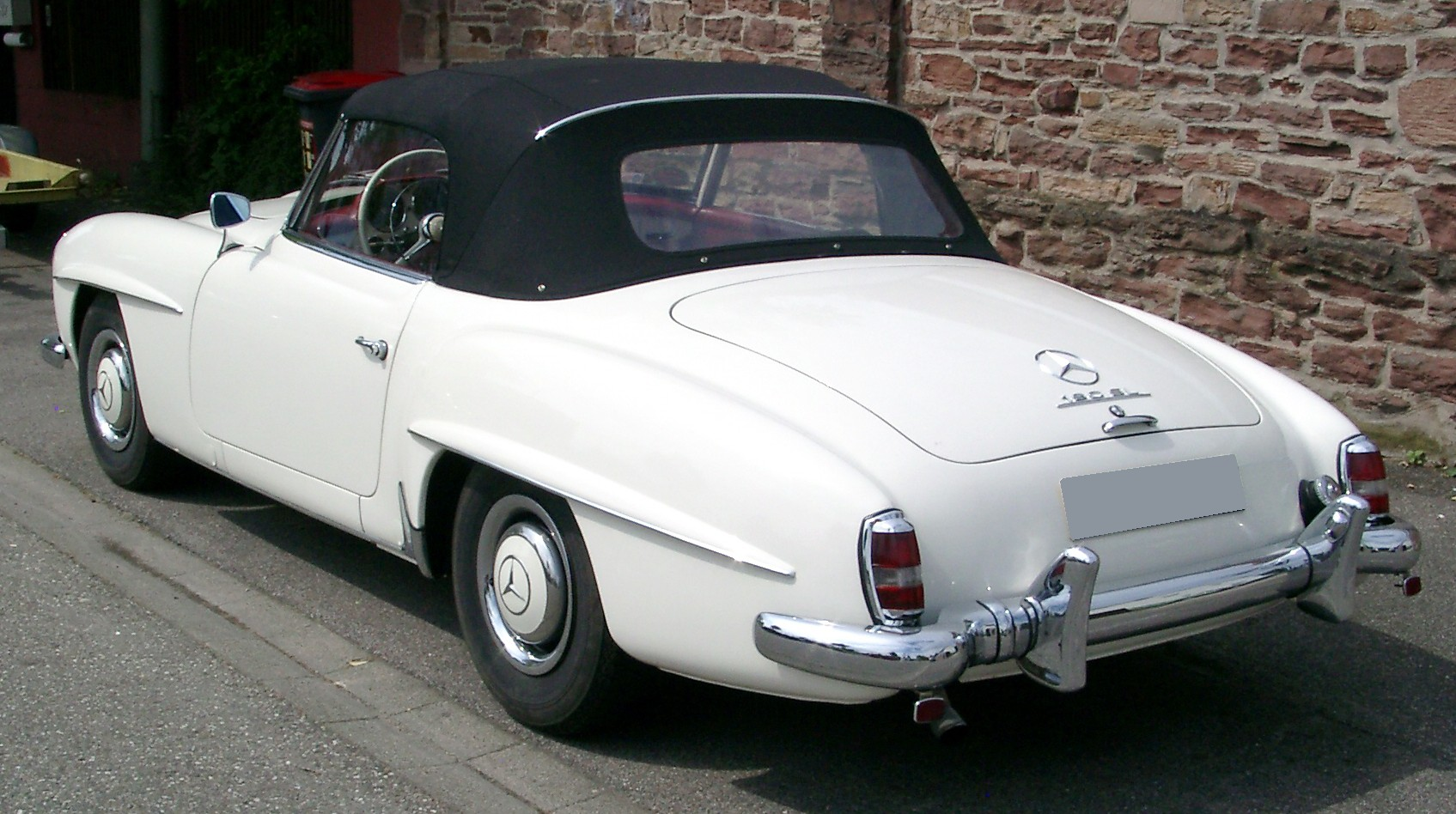
Vista posterior

Els estils de les carrosseries són coupé de 2 portes o roadster (ve amb sostre rígid extraïble). Està basat en el Mercedes Benz Classe S. La motorització és de 1.897 cc que desenvolupa 105 CV (77 kW, 104 hp) (o 120 cavalls de força bruta), que es va guanyar una reputació de no córrer sense problemes degut principalment a la dificultat de sincronitzar adequadament els carburadors duals de dos colls d'ampolla de Solex. El bloc de motor de quatre cilindres del 190SL ser basat en el motor de sis cilindres de la SL 300. La Transmissió és manual de 4 velocitats. La Distància entre eixos és de 2400 mm, la longitud és de 4219 mm, l'Ample és de 1664mm, l'alçada és de 1.422,4 mm i el pes és de 1.158 kg.
La capacitat del tanc de combustible és de 17 galons o 64 litres.

## Xassís i motor

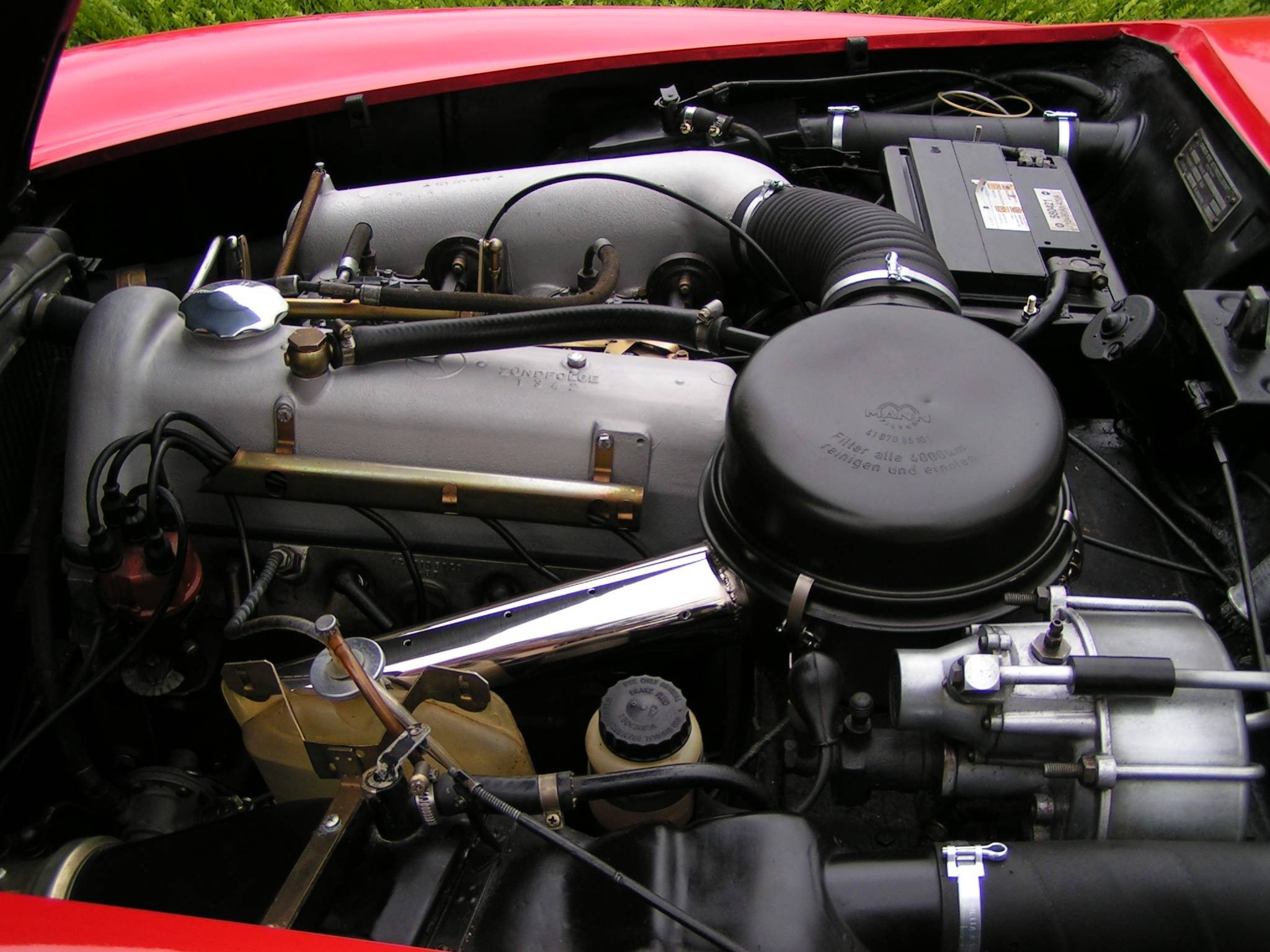
Motor del 190 SL

Molts dels components es van basar en la primera generació del Mercedes-Benz classe s.
El motor OHC de 1897 cc de quatre cilindres amb desplaçament, de 105 CV i una relació de compressió d'1: 8,8 era una novetat. Aquest motor va ser incorporat més endavant en el Mercedes 190.

## Galeria d'imatges

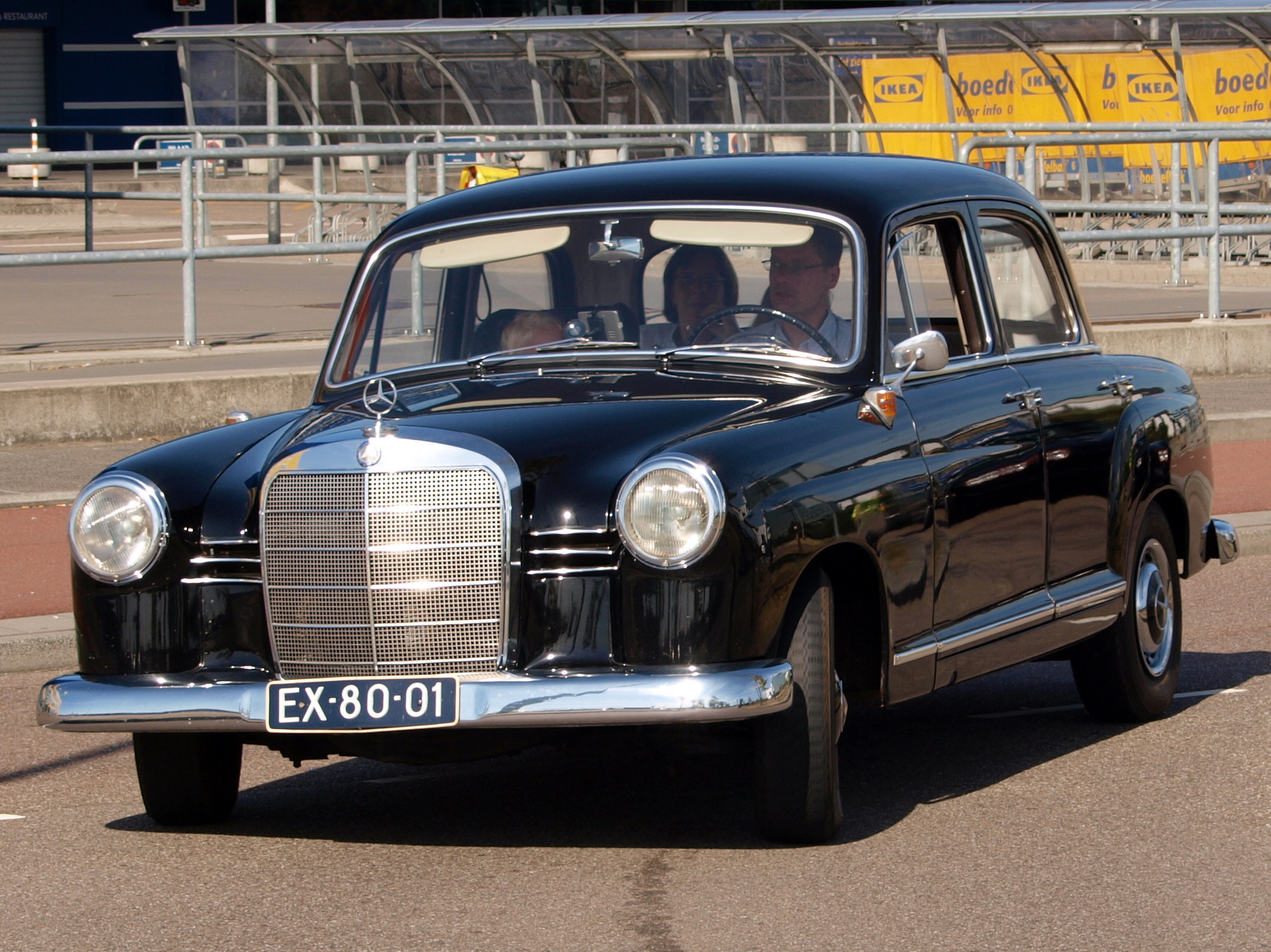
Mercedes-Benz W121
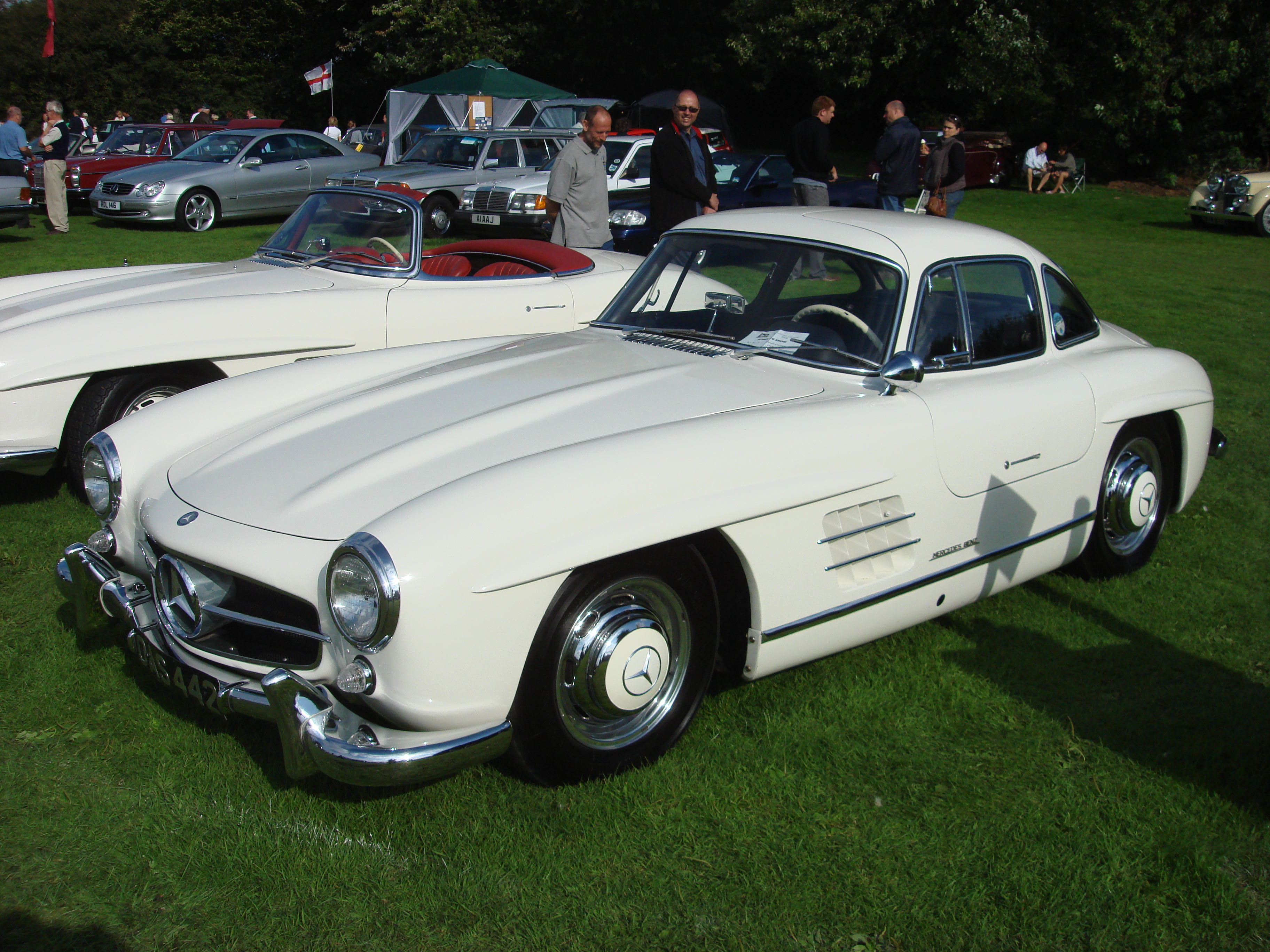
Mercedes Benz 300SL
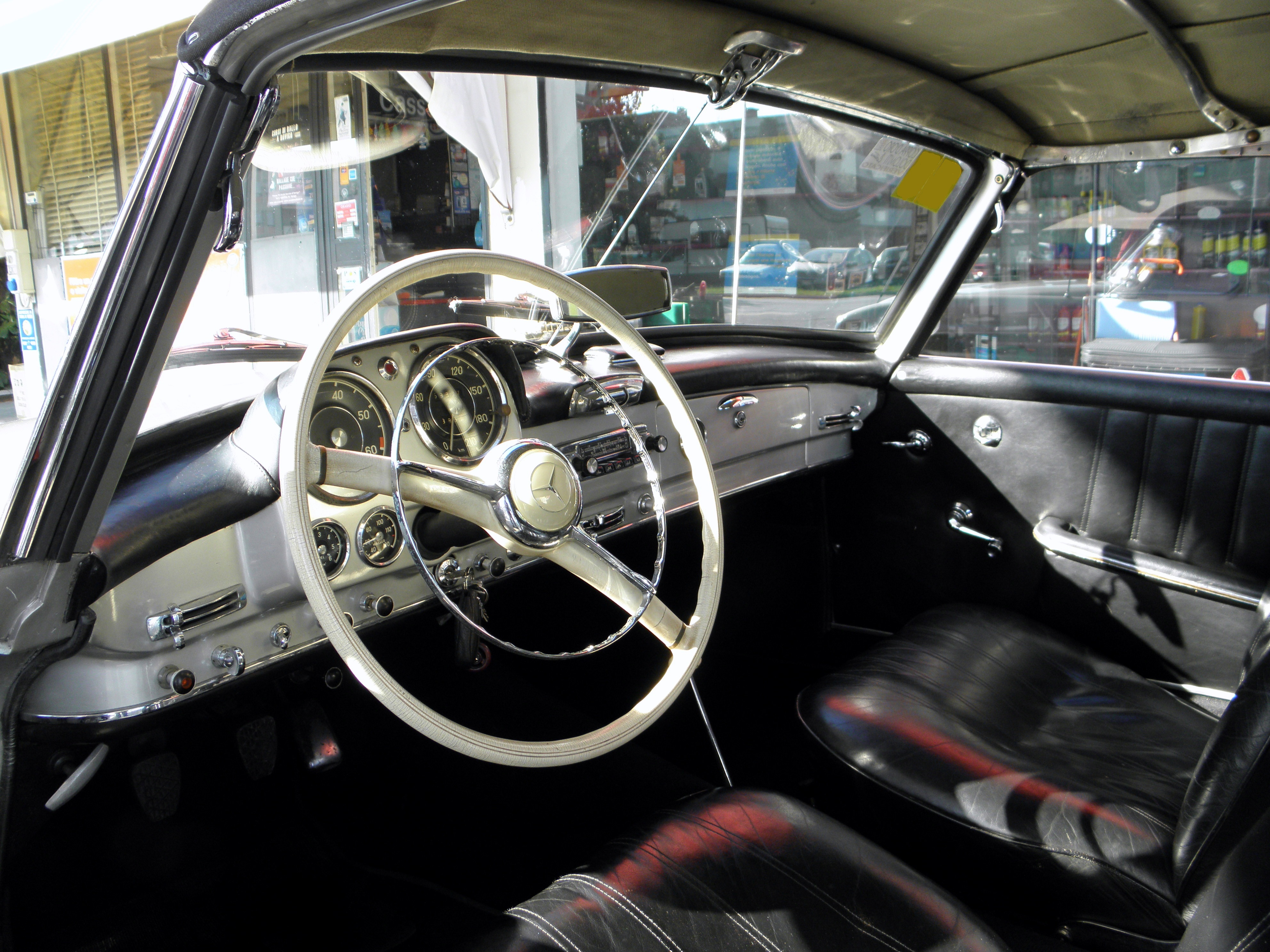
Interior del Mercedes-Benz 190SL
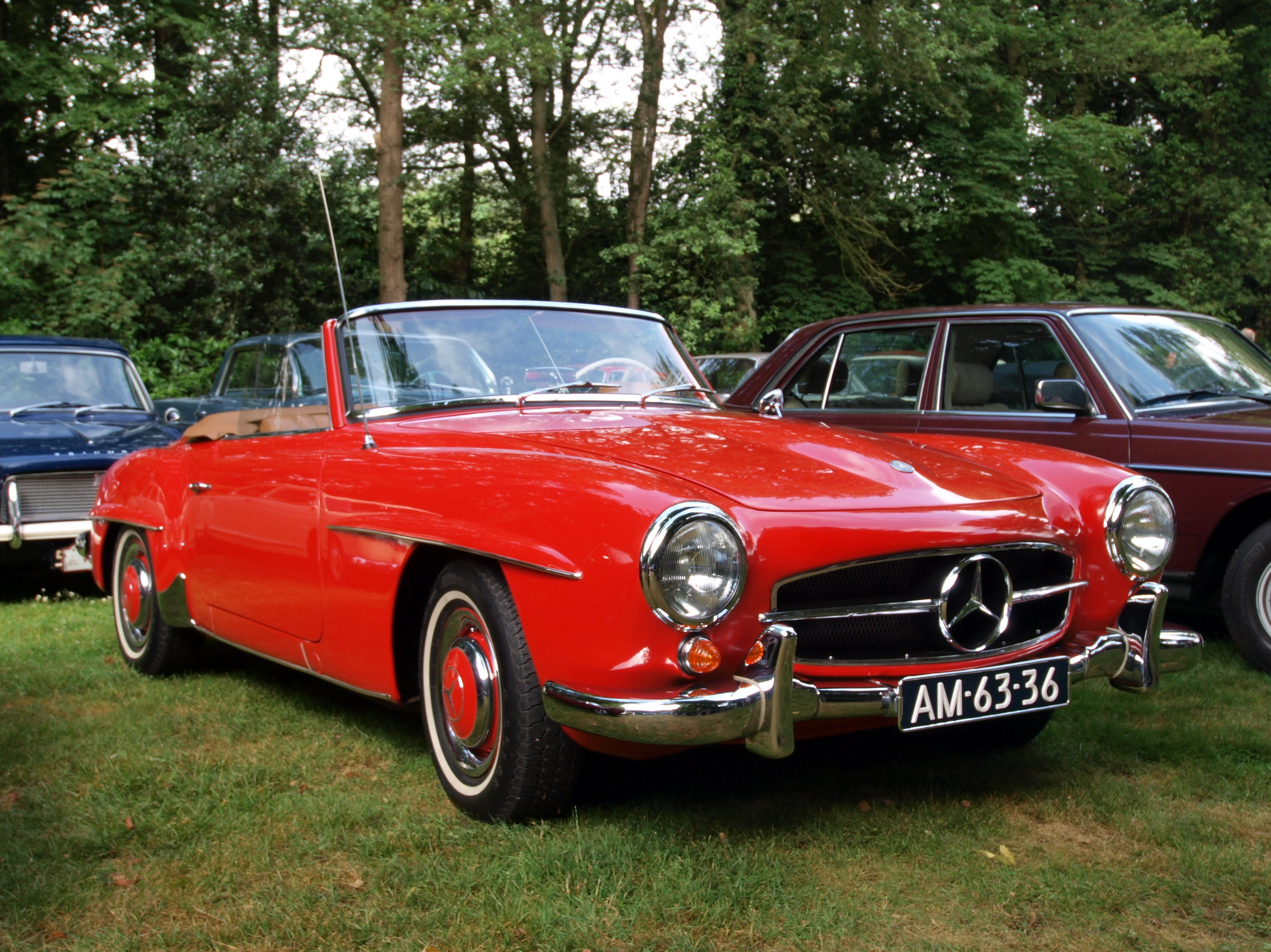
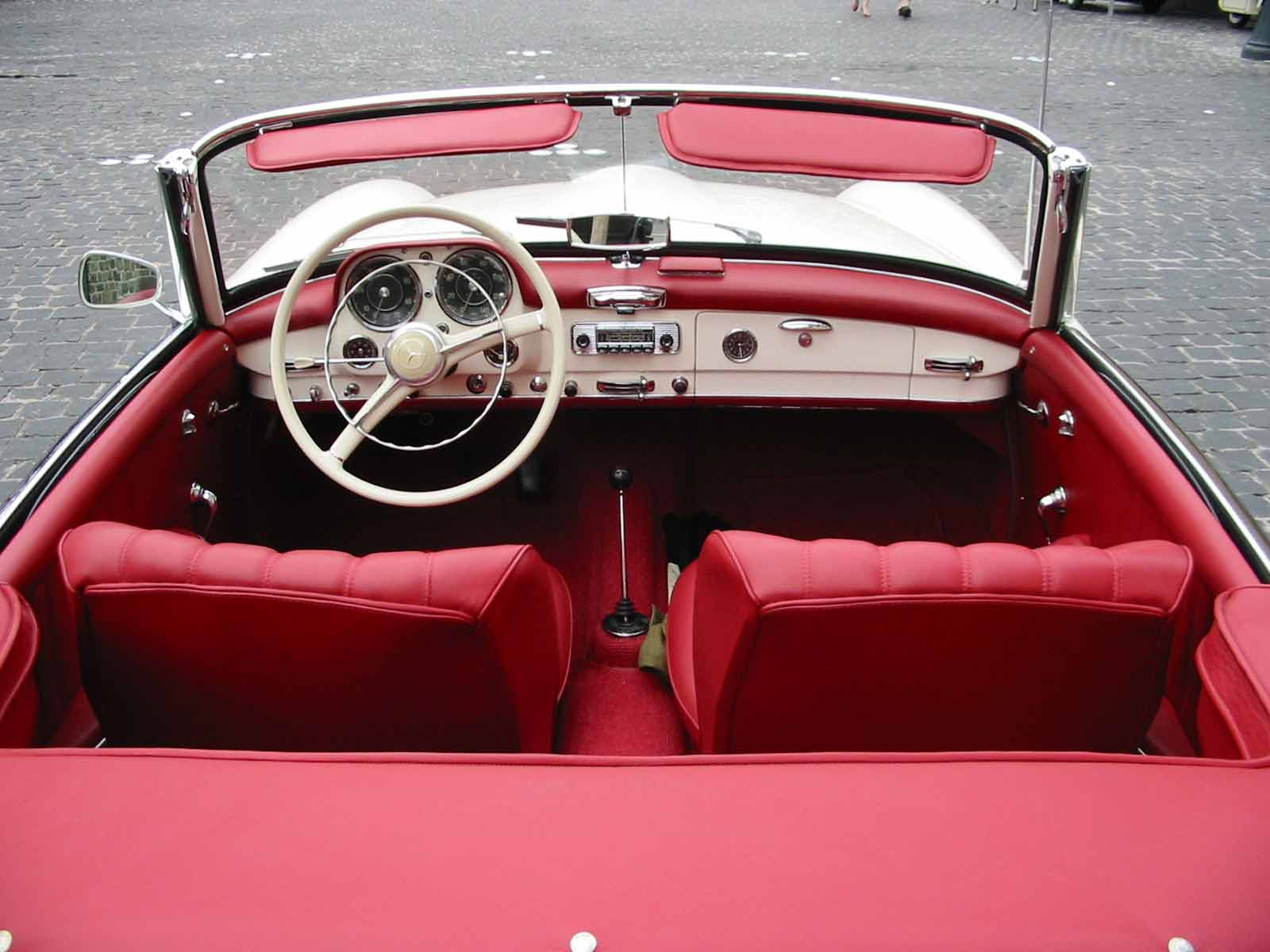
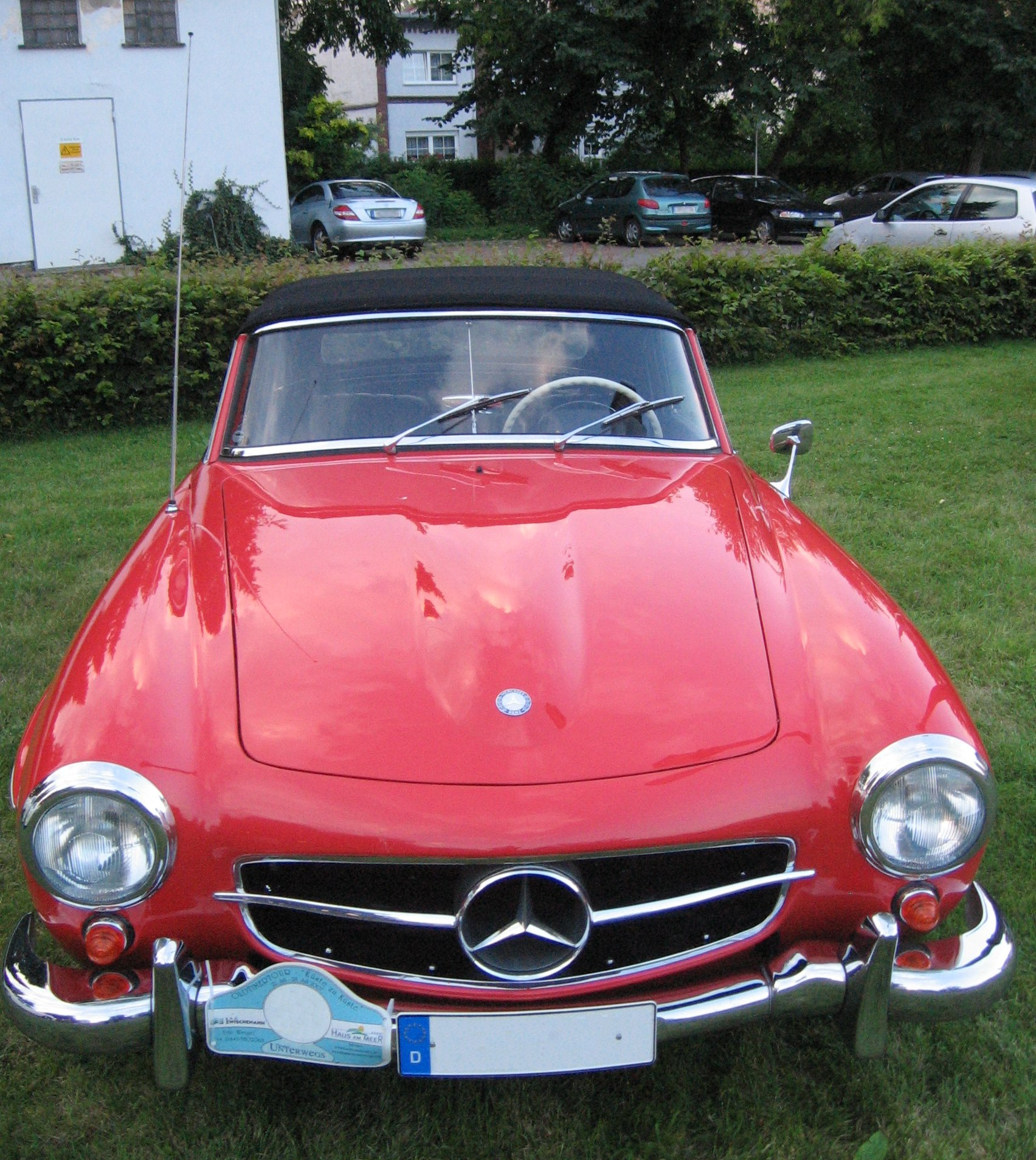
Part Frontal del Mercedes-Benz 190 SL